# Большой Чульчинский водопад
Большой Чульчинский водопад, или Чульчинский, или Учар (южноалт. «летящий» или «неприступный») — каскадный водопад на реке Чульча на востоке Алтая. Административно расположен в Улаганском районе Республики Алтай, на территории Алтайского заповедника. Является самым большим в регионе, имея высоту падения около 160 м.
Несмотря на устоявшееся название «водопад», на самом деле это скорее «водоскат» — падение воды реки с крутого, но не отвесного уступа.

### Посещение
Водопад находится в 7 км от места впадения реки Чульча в Чулышман на территории Алтайского заповедника и является одним из немногих объектов заповедника, открытых для посещения туристами. Инспекторами заповедника взимается рекреационный сбор за право нахождения на территории заповедника.